# Вітаутас Бубніс
Вітаутас Бубніс (лит. Vytautas Jurgis Bubnys; 9 вересня 1932, Пренайський район, Каунаський повіт, Литва — 24 квітня 2021, Вільнюс, Литва) — литовський письменник, громадсько-політичний діяч і колишній член Литовського Сейму.

## Біографія
Син селянина. У 1957 закінчив Вільнюський педагогічний інститут. У 1957-1966 — викладач литовської мови і літератури.
З 1966 редагував журнал «Moksleivis». З 1976 по 1980 працював в Союзі литовських письменників, після чого присвятив себе літературній творчості.
У 1988 в складі ініціативної групи Литовського руху за перебудову (Lietuvos Persitvarkymo Sąjūdžio Iniciatyvinė grupė) з 35 відомими діячами культури, мистецтва, науки, журналістики взяв участь у створенні «Саюдісу».
На виборах 1992 представляв Демократичну партію праці Литви і був обраний депутатом Сейму шостого скликання від одномандатного виборчого округу Пренайського району.

## Творчість
Дебютував як прозаїк в 1953. Перші твори Бубніса були опубліковані в 1956. Бубніс пише як для дітей так і для дорослих.
До 2012 опублікував понад 30 книг, деякі з яких перекладені багатьма мовами.
Автор романів, повістей, оповідань, ряду книг для дітей і юнацтва. Багато творів письменника присвячені литовському селу. Деякі його твори екранізовано («Розколоте небо» (1974)). За власною оцінкою Бубніса, в цілому видано 6 мільйонів екземплярів його книг.
Трилогія Бубніса стала значним етапом не тільки в творчій біографії письменника, а й у розвитку сучасної литовської літератури. Роман «Спрагла земля» переносить читача в суворі і драматичні післявоєнні роки, показує складність обстановки того часу, гостроту класової боротьби і болісну ломку у свідомості сільської людини, життя якої перебудовується на засадах колективної праці. У романі «Три дні в серпні» розповідається вже про нове литовське село і про нові проблеми, що постають перед колгоспним селянством. Герої роману «Цвітіння несіяного жита» — вчорашні селяни, які переселилися в місто і стали кваліфікованими робітниками. Автор зображує процеси, що відбуваються в сучасній литовській дійсності, досліджує, як змінюється психологія сільської людини в умовах міста.

## Нагороди
- Орден Великого князя Литовського Гедиміна[7]